# Hooligans (álbum)
Hooligans es un álbum recopilatorio del grupo británico The Who, publicado por la compañía discográfica MCA Records en septiembre de 1981. Con la excepción de «I Can't Explain», «I Can See for Miles» y «Pinball Wizard», el álbum se centró en los éxitos del grupo durante la década de 1970. Hooligans alcanzó el puesto 52 en la lista británica UK Albums Chart.
Fue, además, el primer álbum publicado en los Estados Unidos con tres sencillos no incluidos hasta entonces en ninguna publicación: «Let's See Action», hasta entonces no disponible en los Estados Unidos, y «Join Together» y «Relay», que fueron publicados en 1972 como sencillos. La edición estadounidense del álbum renombró «Relay» como «The Relay».

## Lista de canciones
| Cara A |                       |                               |          |  |
| N.º    | Título                | Escritor(es)                  | Duración |  |
| 1.     | «I Can't Explain»     |                               | 2:05     |  |
| 2.     | «I Can See for Miles» |                               | 4:02     |  |
| 3.     | «Pinball Wizard»      |                               | 3:00     |  |
| 4.     | «Let's See Action»    |                               | 3:56     |  |
| 5.     | «Summertime Blues»    | Eddie Cochran, Jerry Capehart | 3:23     |  |
| 6.     | «Relay»               |                               | 3:28     |  |

| Cara B |                    |              |          |  |
| N.º    | Título             | Escritor(es) | Duración |  |
| 7.     | «Baba O'Riley»     |              | 5:01     |  |
| 8.     | «Behind Blue Eyes» |              | 3:40     |  |
| 9.     | «Bargain»          |              | 5:32     |  |
| 10.    | «The Song Is Over» |              | 6:11     |  |

| Cara C |                 |              |          |  |
| N.º    | Título          | Escritor(es) | Duración |  |
| 11.    | «Join Together» |              | 4:21     |  |
| 12.    | «Squeeze Box»   |              | 2:41     |  |
| 13.    | «Slip Kid»      |              | 4:30     |  |
| 14.    | «The Real Me»   |              | 3:21     |  |
| 15.    | «5.15»          |              | 4:50     |  |

| Cara D |                |                |          |  |
| N.º    | Título         | Escritor(es)   | Duración |  |
| 16.    | «Drowned»      |                | 5:06     |  |
| 17.    | «Had Enough»   | John Entwistle | 4:29     |  |
| 18.    | «Sister Disco» |                | 4:20     |  |
| 19.    | «Who Are You»  |                | 6:21     |  |

## Certificaciones
| Fecha                | País           | Organismo certificador | Certificación | Ventas certificadas |
| -------------------- | -------------- | ---------------------- | ------------- | ------------------- |
| 8 de febrero de 1993 | Estados Unidos | RIAA                   | Oro           | 500 000             |